# 8502 Bauhaus
För andra betydelser, se Bauhaus (olika betydelser).
8502 Bauhaus eller 1990 TR12 är en asteroid i huvudbältet som upptäcktes den 14 oktober 1990 av de båda tyska astronomen Freimut Börngen och Lutz D. Schmadel vid Tautenburg-observatoriet. Den är uppkallad efter den tyska konsthantverk skolan Bauhaus.
Asteroiden har en diameter på ungefär 10 kilometer och den tillhör asteroidgruppen Eos.